# Saint-Godefroi
Saint-Godefroi, mi'kmaq Tlapataqanji'j, är en kommun av typen kanton (municipalité de canton) i provinsen Québec i Kanada. Den ligger i regionen Gaspésie–Îles-de-la-Madeleine, i den östra delen av landet, 800 km öster om huvudstaden Ottawa.